# Yawara!
Yawara! (también conocido como Cinturón Negro en Occidente) es un manga creado por Naoki Urasawa que comenzó en Big Comic Spirits de 1986 a 1993. En 1990, ganó el 35ª Premio Shōgakukan para manga general.
En 1989, Yomiuri TV comenzó a transmitir una adaptación al anime titulada Yawara! A Fashionable Judo Girl! la cual se emitió del 16 de octubre de 1989 al 21 de septiembre de 1992 con un total de 124 episodios. Cada episodio finalizaba con una cuenta regresiva de los días restantes para el inicio de los Juegos Olímpicos de Barcelona 1992. Al igual que series de la época como Ranma ½, el anime fue producido por Kitty Films con animación del estudio Madhouse y se emitió al mismo tiempo que esta última, sin embargo logró conseguir calificaciones e índices de audiencia más altos que Ranma ½ a pesar de que esta serie es mucho más conocida fuera de Japón. Fue adaptado en 1989 por los estudios Tōhō en una película de acción real dirigida por Kazuo Yoshida y protagonizada por Yui Asaka como Yawara en el papel principal.

## Argumento
La historia trata sobre Yawara Inokuma, una joven promesa del judo que habiendo sido fuertemente educada en este deporte desde muy pequeña, lo único que desea es tener una vida normal como todas las demás chicas. Su abuelo la convencerá de que su vida está ligada al judo y que un genio no puede desaprovechar los dones que tiene.

## Personajes
- - Yawara Inokuma (猪熊 柔 Inokuma Yawara): Es la protagonista de la serie. Es una chica de 16 años que desde pequeña la obligaron a practicar un Judo muy riguroso para ser de mayor una gran promesa. Ella tiene buenos sentimientos, es amable, honesta y siempre está dispuesta a ayudar a los demás. Su fortaleza dentro del tatami es totalmente contrario a su vida cotidiana. Fuera de él es débil, indecisa y bastante influenciable. Voz: Yuko Minaguchi.
  - Kosaku Matsuda (松田 耕作 Matsuda Kosaku): Es un periodista que trabaja para la Revista Every Sports (日刊エヴリースポーツ Nikkan eburīsupōtsu). Matsuda es el fan número uno de Yawara y el que la hizo famosa públicamente. Los dos están enamorados uno del otro pero siempre acaban discutiendo. Él es una gran persona y de toda confianza. Su vida es el periodismo y cuando se propone algo no para hasta conseguirlo. Su problema es que no revela sus verdaderos sentimientos. Voz: Toshihiko Seki.
  - Jigoro Inokuma (猪熊 滋悟郎 Inokuma Jigorou): Es el abuelo de Yawara y el maestro de judo más famoso del Japón siendo un judoca de 7° Dan (aunque muchas veces se lo aumenta a 8° o hasta 9° dan), ganador en 5 ocasiones del campeonato nacional y una medalla de oro en olimpiadas. Su judo no es comparable al de ningún otro y su técnica es prácticamente invencible. Es una persona muy respetable y segura de sí misma y además es un glotón ya que tiene una gula increíble. Tiene grandes expectativas para la carrera de Judo de Yawara y constantemente la presiona para que de lo mejor de ella y se enfoque principalmente en el judo más que nada. Ha escrito un libro llamado "El Judo No Se Construyó En Un Día" (柔の道は一日にしてならずぢゃ - Yawara no Michi wa Ichi Nichi ni Shite Narazu Cha) el cual además de ser su lema principal es también una frase muy recurrente a lo largo de la serie. Trabaja también como médico especialista en huesos. Le gusta manipular a los medios ya que a menudo trata de provocar eventos publicitarios para que Yawara destaque su propia vida y logros. A menudo es arrogante hacia Yawara y no está por encima de usar trucos sucios para salirse con la suya, ya sea para frustrar sus metas y deseos o para obligarla a hacer lo que él quiere. Su objetivo es que su nieta obtenga la medalla de oro en los Juegos Olímpicos de Barcelona 1992 y la medalla de honor nacional. Voz: Ichirō Nagai.
  - Shinnosuke Kazamatsuri (風祭 進之介 Kazamatsuri Shinnosuke): Es un seductor mujeriego que engatusa a las mujeres pero además también alguien con una gran habilidad para el judo. Es el entrenador de Sayaka Honami y también su prometido, cosa que planearon sus padres y él no está nada de acuerdo. Le aterra la idea solo de pensarlo. Es alguien muy seguro de sí mismo y que vive de las mujeres a las que seduce, las cuales no son pocas. Voz: Akira Kamiya.
  - Sayaka Honami (本阿弥 さやか Honami Sayaka): Es una joven engreída y mimada, considerada la rival por excelencia de Yawara. Ha competido y sobresalido en muchos de los deportes que se proponía pero nunca ha podido ganarle a Yawara en ningún combate y se disputan a Kazamatsuri entre las dos. Ella es guapa, adinerada y muy consentida. Su familia es una de las más importantes e influyentes del Japón. Tiene un diente postizo, lo cual es un punto doloroso para ella y uno que Yawara ocasionalmente consigue sacárselo cuando la hace enojar. Su rivalidad con ella no sólo es en el judo sino también por el afecto de Kazamatsuri. Se puede decir que es la antagonista principal de la serie. Voz: Yoshino Takamori.
  - Fujiko Ito (伊東 富士子 Itou Fujiko): Es la mejor amiga de Yawara y una chica cuyo objetivo al principio era experimentar una "juventud única en la vida" y conocer a un hombre maravilloso. Ella es algo sombría y sensible, vive traumatizada debido a su alta estatura (1.80m) la cual ha heredado de sus padres. Fujiko no es popular entre los hombres (hasta que conoce a Kaoru Hanazono) y a menudo termina bebiendo sola en reuniones sociales. Antes de conocer a Yawara, ella dedicó su juventud a la práctica de Ballet hasta que creció demasiado y no pudo continuar. Ella se convierte en la mejor amiga de Yawara en la universidad y es quien la convence de no dejar el judo. Junto a sus amigas Yoko Minamida, Kyon Kyon, Mari Oda y Sayuri Yoshinagawa crean primer club de judo de la Universidad Femenina Mitsuba para ayudar a restaurar la pasión de Yawara por el judo. Bajo el entrenamiento de Jigoro Inokuma ella misma se convierte en una excelente judoka debido a su entrenamiento de bailarina, altura y trabajo duro, sin embargo carece de confianza y dureza psicológica como competidora. Él siempre se refiere a ella como "Larguirucha" ("Beanpole" en inglés, "Noppo No Neechan" ノッポの姉ちゃん). Casi al final, Fujiko acabará casándose con Hanazono y teniendo una niña llamada Fukuko. Voz: Chiyoko Kawashima.
  - Tamao Inokuma (猪熊 玉緒 Inokuma Tamao): Es la madre de Yawara. Hace apariciones esporádicas a lo largo de la serie y rara vez está en casa mientras busca por todo Japón a su esposo Kojiro. A diferencia de Jigoro, ella no presiona a Yawara para que practique judo, pero tampoco lo detesta debido a que fue gracias a este deporte que conoció a Kojiro. Ella le dice a Yawara que hay otras formas de ser fuerte además del judo y que es posible ser una judoca y ser femenina al mismo tiempo. Voz: Toshiko Fujita.
  - Kojiro Inokuma (猪熊 虎滋郎 Inokuma Kōjiro): Es el padre de Yawara. Aunque hace muy pocas apariciones, es él quien provoca el eje principal de la historia y una de las razones por las que Yawara no se siente feliz practicando el judo. Desapareció poco después de ganar el Campeonato de Judo de Japón de 1974 en su debut como un judoca desconocido, supuestamente se encuentra entrenando en secreto en entornos extremos sin que su familia sepa de su paradero. Voz: Masaaki Okabe
  - Kaneko Inokuma (猪熊 カネコ Inokuma Kaneko): (Nombre de soltera: Kaneko Ushio) Fue la difunta esposa de Jigoro Inokuma, madre de Kojiro y abuela de Yawara. Durante su juventud su apariencia era totalmente idéntica a la de su nieta. Aparece siempre que Jigoro cuenta sus historias de amor con ella. Voz: Yūko Minaguchi.
  - Kamoda (鴨田): Trabaja junto a Matsuda para la Revista Every Sports como su camarógrafo personal. Tiene una gran habilidad para capturar las mejores fotos y los mejores momentos pero es poco hábil escribiendo artículos deportivos. Con la llegada de Kuniko Kaga, esta es enviada a trabajar con Matsuda y él es transferido al departamento de artes escénicas por lo cual desde la mitad de la serie solo hace apariciones esporádicas, aún conservando su habilidad para tomar las mejores fotografías. Voz: Chafūrin.
  - Kuniko Kaga (加賀 邦子 Kaga Kuniko): Es una joven fotógrafa que trabaja para la Revista Every Sports y es asignada por el editor en jefe como la nueva camarógrafa de Matsuda en reemplazo de Kamoda. Aunque usa anteojos es bastante sensual, tiene pechos muy grandes y se siente atraída por Matsuda (que no siente nada por ella) quien a su vez se siente atraído por Yawara, es por eso que finge ser su "pareja" con el fin de incomodarla y arruinar su relación. Siempre llama a Matsuda por su nombre (Kosaku). También es demasiado sensible y manipuladora ya que tiende a llorar de forma histérica siempre que la tratan mal. Voz: Runa Akiyama.
  - Kaoru Hanazono (花園 薫 Hanazono Kaoru): Hanazono es el capitán del club de judo de la Preparatoria Musashiyama, la escuela de Yawara. Es extremadamente emocional y mayormente tiende a llorar cuando hace sus juramentos. Cuando llega el momento de la graduación, Hanazono acude a la Universidad de Ebitendo, mientras que Yawara acude a la Universidad Femenina Mitsuba. Al principio de la serie, él estaba muy enamorado de Yawara e intentaba ser su principal protector, hasta que conoce a Fujiko Ito y su mutuo entusiasmo por Yawara los une (además de que ambos tienen casi la misma personalidad en todos los sentidos). Casi al final es entrenado por Jigoro y se convierte en el luchador de judo más fuerte de su universidad. Voz: Masashi Sugawara.
  - Kaori, Kazumi y Shimizu (かおり、和美、清水): Las tres son las amigas más cercanas de Yawara durante su estancia en la Preparatoria Musashiyama. Kaori es de contextura gruesa, Kazumi usa anteojos y Shimizu es delgada. Luego de que se gradúan de la secundaria estas tres amigas no vuelven a aparecer durante el resto de la serie.
  - Kōno, Yasui, Hatakeyama y Tomioka (河野、安井、畑山、富岡): Son los 4 miembros del club de judo de la Preparatoria Musashiyama, hasta que se les une Sudoh. Tienen el mismo corte de cabello y son demasiado débiles a la hora de pelear hasta que son entrenados por Yawara y consiguen enfrentar a los miembros de un club de judo mucho más fuerte, ganando con su ayuda. La importancia de estos personajes radica en que fueron una de las principales motivaciones de Yawara para no dejar el judo al principio de la serie.
  - Sudoh (須藤 Sudō): Es un adolescente problemático que estudia en la Preparatoria Musashiyama. Tiene el cabello rojo pintado, habla como delincuente y cuando no está estudiando mayormente usa una vestimenta de matón que lo hace parecer un Yakuza. A menudo acosa a las mujeres hasta que se empieza a sentir atraído por Yawara e ingresa al club de judo de la escuela, quedando como el único que aguantó entre los 100 que intentaron ingresar. Gracias al judo y a la perseverancia de Yawara en ayudarlos, Sudoh deja de ser un chico problemático y se vuelve pieza clave del equipo. Voz: Yoku Shioya.
  - Nishikimori (錦森): Un apuesto y cobarde Idol que estudia en la misma preparatoria que Yawara. Él es el primer chico por el cual ella se siente atraída, sin embargo luego él le empieza a tener miedo debido a que ella lo salva de unos delincuentes utilizando sus técnicas de judo, desde ahí él comienza a huir asustado cada vez que la ve. A pesar de que únicamente aparece en el primer capítulo, gracias a este personaje es que se da a conocer por qué Yawara detesta el judo, porque no la deja ser normal, la hace ver poco femenina y la aleja de las cosas que más le gustan. Voz: Yūji Mitsuya
  - Yoko Minamida "Nanda" (南田 陽子): Junto a Fujiko, Kyon Kyon, Sayuri y Mari, es una de las 5 miembros del equipo de judo de la Universidad Femenina Mitsuba. Se une al equipo gracias a Fujiko luego de haber sido rechazada por 13 chicos (un total 19 cuando se gradúa) a los que siempre insulta cada vez que se encuentra en un combate. Aunque nunca había practicado judo (Fujiko confundió los 13 chicos que la rechazaron, con 13 años que ella llevaba practicando judo), demuestra luego ser muy hábil para el arte marcial. Luego de graduarse, se convierte en una oficial de policía. Voz: Mie Suzuki. (Su apellido siempre es pronunciado erróneamente como "Nanda" debido a que en japonés "Minami" también se pronuncia "Nan")
  - Kyoko Hikage "Kyon Kyon" (日陰 今日子): Apodada como Kyon Kyon (lit. sombra) es una pequeña chica débil de aspecto delicado, pesa solo 36 kilos y suele hablar demasiado bajo. Es la primera chica que se une al club de judo femenino con el objetivo de mejorar su salud. Tiene una historia y un pasado muy triste siendo el judo lo que le hace sentir mejor y Yawara su principal ejemplo a seguir. A pesar de tener un aspecto débil, demuestra ser muy valiente durante los combates y hábil para seguir las instrucciones que se le dan al pie de la letra. Después de graduarse, se convierte en una maestra de educación inicial. Voz: Yumi Tōma
  - Sayuri Yoshinagawa (四品川小百合): Se une al club de judo femenino con el fin de bajar de peso. Aunque no es muy hábil ni experta, tiene la capacidad de usar su peso a su favor para atrapar a sus oponentes y vencerlos. Siempre piensa que pierde algunos kilos en cada pelea que le toca. La gente a menudo pronuncia mal su apellido, la primera vez que es vista en un combate público se le confunde con la actriz Sayuri Yoshinaga. Después de graduarse empieza a trabajar en una tienda por departamento. Voz: Mie Azuma.
  - Mari Oda "Marilyn" (小田 真理): Es la miembro menos seria del club de judo de Mitsuba, le gusta demasiado las cámaras y salir en televisión, siendo esta su principal motivación para unirse al club de judo, ya que los periodistas siempre toman fotografías y transmiten los encuentros. Disfruta atraer la atención de los hombres y muchas veces los seduce. se une al judo para defenderse. Es exuberante, usa aretes y maquillaje a la hora de combatir y nunca usa sostén debajo del judogi. Aunque aspira a ser actriz, tras graduarse termina convirtiéndose en una actriz de películas para adultos. Voz: Shoko Saito.
  - Yukari Komiya: Es una estudiante coqueta. Tiene el pelo corto. Su objetivo es enganchar a un hombre rico para poder casarse y vivir bien. Ella es amiga de Yawara y Fujiko pero nunca se une al club de judo de Mitsuba.
  - Jody Rockwell (ジョディ・ロックウェル): Es una luchadora de judo de nacionalidad Canadiense, campeona mundial en la categoría de 72 kg. Es además una de las mejores amigas de Yawara y una de sus rivales más fuertes. Luego de ver a Yawara en el periódico, Jody viaja sola a Japón con el único fin de conocerla y tener un combate con ella. Por lo cual se queda a vivir un tiempo con la familia Inokuma entrenando con Jigoro, en donde también aprende a hablar japonés con fluidez (con una que otra divertida falla). Es lesionada por Anna Teleshikova dos veces. Luego de eso hace algunas apariciones esporádicas en donde busca enfrentarse a Yawara en los campeonatos. Voz: Miyuki Ichijou.

## Curiosidades
- El personaje de Yawara está inspirado en Ryoko Tamura y Kaori Yamaguchi, quien en 1984 se convirtió en la primera judoca japonesa en ganar un campeonato mundial. Posteriormente Tamura siguió los pasos de Yamaguchi y cuando ella representó a Japón en los Juegos Olímpicos de Barcelona 1992 (evento donde por primera vez las mujeres participaron en judo) llegó a ser considerada por el público japonés como una viva imagen de Yawara compitiendo en las olimpiadas (tal como se ve al final de la serie), siendo llamada "Yawara-chan" o "Tawara".
- El nombre de Jigoro Inokuma es una clara combinación de los nombres de Jigorō Kanō, maestro fundador del arte marcial judo, e Isao Inokuma, Judoca japonés ganador de una medalla de oro y un Campeonato Mundial en 1964 y 1965 respectivamente.
- La serie no cuenta con doblaje al español pero sí al catalán en el cual se llamó Cinturó Negre. En este doblaje el nombre de Yawara Inokuma fue cambiado por el de "Ginger Inokuma".
- Durante los primeros episodios se podía ver a Jigoro utilizando un bastón, en los demás se le ve caminando sin él.
- En el manga se muestra que Yawara nació el 8 de diciembre de 1969, mientras que en el anime nace en 1972, ya que en el primer capítulo ella afirma que tendrá 20 años cuando las Olimpiadas de Barcelona 1992 empiecen.
- Uno de los más exitosos judocas de todos los tiempos, Yasuhiro Yamashita hace un cameo como comentarista durante el campeonato mundial.
- En la serie, los Juegos Olímpicos de Seúl 1988 fueron cambiados por el título de Copa Mundial de Judo de Seúl.
- Yawara hace un cameo en uno de los episodios del anime City Hunter haciéndole un Ippon seoi nage al protagonista Ryo Saeba.
- Yawara y Jigoro aparecen haciendo un cameo en la tercera película de Proyect A-ko: Cinderella Rhapsody de 1988, un año antes del estreno de su propia serie.

## Música

### Temas de apertura (openings)
- Episodios 1 al 43: "Miracle Girl" (ミラクル・ガール) por Mariko Nagai.
- Episodios 44 al 81: "Ame Ni Kiss No Hanataba Wo" (雨にキッスの花束を) por Miki Imai.

- Episodios 82 al 102: "Makeruna Onnanoko!" (負けるな女の子！) por Yuko Hara.
- Episodios 103 al 124: "YOU AND I" por Mariko Nagai.

### Temas de cierre (endings)
- Episodios 1 al 43: "Stand By Me" (スタンド・バイ・ミー) por Rika Himenogi
- Episodios 44 al 81: "Egao Wo Sagashite" (笑顔を探して) por Midori Karashima.
- Episodios 82 al 102: "Shoujo Jidai" (少女時代) por Yuko Hara.
- Episodios 103 al 124: "Itsumo Soko Ni Kimi Ga Ita" por LAZY LOU's BOOGIE.